# Правая Хава (река)
Правая Хава — река в Воронежской области России. Левый приток Хавы.
Длина реки составляет 45 км, площадь водосборного бассейна 351 км².
Река берёт начало в селе Васильевка Первая. На реке находятся населённые пункты: Дмитриевка, Никольское Первое, Богородицкое, Верхняя Катуховка, Нижняя Катуховка, Петропавловка. Устье реки находится в 31 км по левому берегу реки Хава в селе Рождественская Хава.

## Данные водного реестра
По данным государственного водного реестра России относится к Донскому бассейновому округу, водохозяйственный участок реки — Воронежот города Липецк до Воронежского гидроузла, речной подбассейн реки — бассейны притоков Дона до впадения Хопра. Речной бассейн реки — Дон (российская часть бассейна).
По данным геоинформационной системы водохозяйственного районирования территории РФ, подготовленной Федеральным агентством водных ресурсов:
- Код водного объекта в государственном водном реестре — 05010100612107000003272
- Код по гидрологической изученности (ГИ) — 107000327
- Код бассейна — 05.01.01.006
- Номер тома по ГИ — 07
- Выпуск по ГИ — 0